# Thomas Anderson (chimiste)
Pour les articles homonymes, voir Thomas Anderson et Anderson.
Thomas Anderson né le 2 juillet 1819 et décédé le 2 novembre 1874 est un chimiste écossais, découvreur de la pyridine.

## Biographie
Né à Édimbourg, Anderson est formé à la Leith High school et à l'Académie d'Édimbourg avant d'entreprendre des études de médecine à l'université d'Édimbourg d'où il sort diplômé en 1841. Son intérêt pour la chimie le conduit à poursuivre plusieurs années durant des recherches en Europe, sous les observations de Jöns Jakob Berzelius et Justus von Liebig.
Anderson succède à Thomas Thomson comme professeur de chimie à l'université de Glasgow en 1852. L'année suivante, ses travaux sur les alcaloïdes ont fait de lui le découvreur de la structure de la codéine. Par la suite, il met au jour la pyridine et les composés tels que la picoline avec ses études sur la distillation de l'huile d'os et de matières animales.